# Hidrodinámica cuántica
En física de la materia condensada, la hidrodinámica cuántica (QHD) es más generalmente el estudio de sistemas de tipo hidrodinámico que demuestran un comportamiento mecánico cuántico. Surgen en mecánica semiclásica en el estudio de dispositivos metálicos y semiconductores, en cuyo caso se derivan de la ecuación de transporte de Boltzmann combinada con la distribución de cuasiprobabilidad de Wigner. En química cuántica surgen como soluciones de sistemas de cinética química, en cuyo caso se derivan de la ecuación de Schrödinger mediante ecuaciones de Madelung.
Un importante sistema de estudio en hidrodinámica cuántica es el de superfluidez. Otros temas de interés en hidrodinámica cuántica son la turbulencia cuántica, los vórtices cuantizados, el segundo y el tercer sonido, y los disolventes cuánticos. La ecuación hidrodinámica cuántica es una ecuación de la mecánica bohmiana, que, resulta, tiene una relación matemática con la dinámica de fluidos clásica (véase ecuaciones de Madelung).
Algunas aplicaciones experimentales comunes de estos estudios son en helio líquido (3He y 4He), y del interior de estrellas de neutrones y del plasma de quark-gluones. Muchos científicos famosos han trabajado en hidrodinámica cuántica, entre ellos Richard Feynman, Lev Landau y Pyotr Kapitsa.